# Dicronychus cinereus
Dicronychus cinereus is een keversoort uit de familie kniptorren (Elateridae). De wetenschappelijke naam van de soort is voor het eerst geldig gepubliceerd in 1784 door Herbst.